# Karl Nagel (Politiker, 1928)
Karl Nagel (* 26. August 1928 in Raesfeld; † 14. Mai 2013 in Borken) war ein deutscher Politiker und ehemaliger Landtagsabgeordneter (CDU).

## Leben und Beruf
Nach dem Besuch der Volksschule und des Gymnasiums, unterbrochen durch Arbeitsdienst, Kriegsdienst und Gefangenschaft, bestand er 1950 die Abiturprüfung. Anschließend studierte er Philosophie und Katholische Theologie an der Universität Münster sowie danach Pädagogik an den Pädagogischen Akademien Oberhausen und Münster. Nach dem Bestehen der Prüfungen für das Lehramt an Volksschulen war er im Schuldienst tätig. Ab 1961 war er Rektor an der katholischen Volksschule in Velen, der späteren Max-von-Landsberg-Hauptschule, an der er bis zum Ruhestand gem. Landesrechtsstellungsgesetz im Jahr 1975 blieb. Im Jahr 1980 schied er gemäß Abgeordnetengesetz NRW ganz aus dem Amt.
Der CDU gehörte Nagel seit 1946 an. Er war in zahlreichen Parteigremien tätig, so u. a. 1963 bis 1968 stellvertretender Vorsitzender und 1968 bis 1974 Vorsitzender des Kreisverbandes Borken, außerdem war er Bezirksvorsitzender der CDU Münsterland. Weiterhin war er seit 1954 Mitglied des Deutschen Beamtenbundes.

## Abgeordneter
Ab 1964 bis 1994 war Nagel Abgeordneter des Kreistages des Kreises Borken und ununterbrochen Vorsitzender der CDU-Kreistagsfraktion.
Vom 24. Juli 1966 bis zum 31. Mai 1995 war er Mitglied des Landtags des Landes Nordrhein-Westfalen. Er wurde jeweils in den Wahlkreisen 081 Borken-Bocholt (6. bis 8. Wahlperiode) bzw. 092 Borken II (9. bis 11. Wahlperiode) direkt gewählt.

## Privates
Nagel war verheiratet und hatte fünf Kinder.

## Ehrungen
- 1980: Verdienstkreuz am Bande der Bundesrepublik Deutschland
- 1989: Verdienstkreuz 1. Klasse der Bundesrepublik Deutschland
- 1992: Ehrenring des Kreises Borken
- 1996: Verdienstorden des Landes Nordrhein-Westfalen[2]